# Proterospastis innocens
Proterospastis innocens är en fjärilsart som beskrevs av Diakonoff 1949. Proterospastis innocens ingår i släktet Proterospastis och familjen äkta malar. Inga underarter finns listade i Catalogue of Life.